# Jost Miltkau
Jost Miltkau (* 27. Januar 1955 in Ost-Berlin) ist ein deutscher Hockeytrainer.

## Werdegang
Miltkau wuchs in Leverkusen auf und spielte als Stürmer Hockey beim RTHC Leverkusen sowie in der deutschen Jugendnationalmannschaft. An der Deutschen Sporthochschule erlangte er einen Abschluss als Diplom-Sportlehrer.
Als Trainer wechselte Miltkau 1990 aus Leverkusen zum Harvestehuder Tennis- und Hockey-Club (HTHC) nach Hamburg. Er betreute die Herrenmannschaft des HTHC und war auch am Olympiastützpunkt tätig. Harvestehudes Männer führte er 1991 zum Aufstieg in die Hallen-Bundesliga sowie 1994 und 1996 zum Gewinn der deutschen Hallen-Meisterschaft. 1996 wurde er mit dem HTHC ebenfalls deutscher Feldmeister sowie 1997 Pokalsieger. Auf europäischer Ebene gewann er mit den Hamburgern 1995 den Europapokal der Pokalsieger (Feld) sowie 1997 und 1998 den Hallenhockey-Europapokal der Landesmeister. Er betreute bei den Hamburgern namhafte Spieler wie Christian Blunck, Michael Green, Stefan Saliger und Andreas Arntzen. Miltkaus Amtszeit als Trainer der HTHC-Herrenmannschaft ging im September 1998 zu Ende. Er blieb im Verein und wurde im Januar 1999 Geschäftsführer des Harvestehuder THC. Neben seiner Tätigkeit in Hamburg war Miltkau im Frühjahr übergangsweise Trainer der Frauen von Eintracht Braunschweig.
Im Januar 2001 verließ er Hamburg und trat in Braunschweig wieder das Amt des Trainers bei den Eintracht-Frauen an. Des Weiteren fand Miltkau am Wilhelm-Gymnasium Braunschweig eine Anstellung als Sportlehrer. Er führte die Eintracht-Frauen zur Teilnahme an der 2003 eingeführten eingleisigen Bundesliga. Er war bis 2005 Eintracht-Trainer. Später betreute er die Herren des Braunschweiger THC in der 2. Bundesliga und betätigte sich auch in der Jugendarbeit.
Seine Tochter Jana spielte ebenso Hockey wie sein Sohn Marco, der Hockey-Nationalspieler ist und 2023 Weltmeister wurde.